# Brachionycha
Brachionycha, lazdona – rodzaj motyli z rodziny sówkowatych.

## Morfologia i występowanie
Motyle te mają dość małą głowę z krótką ssawką i płaskim czołem. Czułki samicy są gładkie, samca zaś grzebykowate. Szeroki tułów ma trochę wysklepioną stronę grzbietową. Przednie skrzydła są długie, stosunkowo wąskie i mają lekko wypukłe krawędzie przednie. Odnóża są porośnięte gęstym owłosieniem. Przednia ich para ma silnie odstające ostrogi na goleniach. Odwłok jest obły i wydłużony.
Rodzaj o zasięgu holarktycznym, najliczniej reprezentowany w Palearktyce. W Polsce występuje tylko lazdona brzezinówka.

## Taksonomia
Takson ten wprowadził w 1819 roku Jacob Hübner, wyznaczając jego gatunkiem typowym Bombyx nubeculosa. W 1859 roku Hermann von Heinemann wyznaczył ten sam gatunek typem rodzaju synonimicznego Selenoscopus. Część autorów traktuje jako synonim Brachionycha rodzaj Asteroscopus.
Nazwę lazdona wprowadzono jako polską nazwę zwyczajową rodzaju Brachionycha, jednak współcześnie stosowana jest również dla Asteroscopus, a stosowana bywała nawet dla obecnego rodzaju Minucia.
Do rodzaju tego zalicza się gatunki:
- Brachionycha albicilia Sugi[4]
- Brachionycha borealis (Smith, 1899)
- Brachionycha nubeculosa (Esper, 1785) – lazdona brzezinówka
- Brachionycha sajana Draudt, 1934